# Landschapsmonument

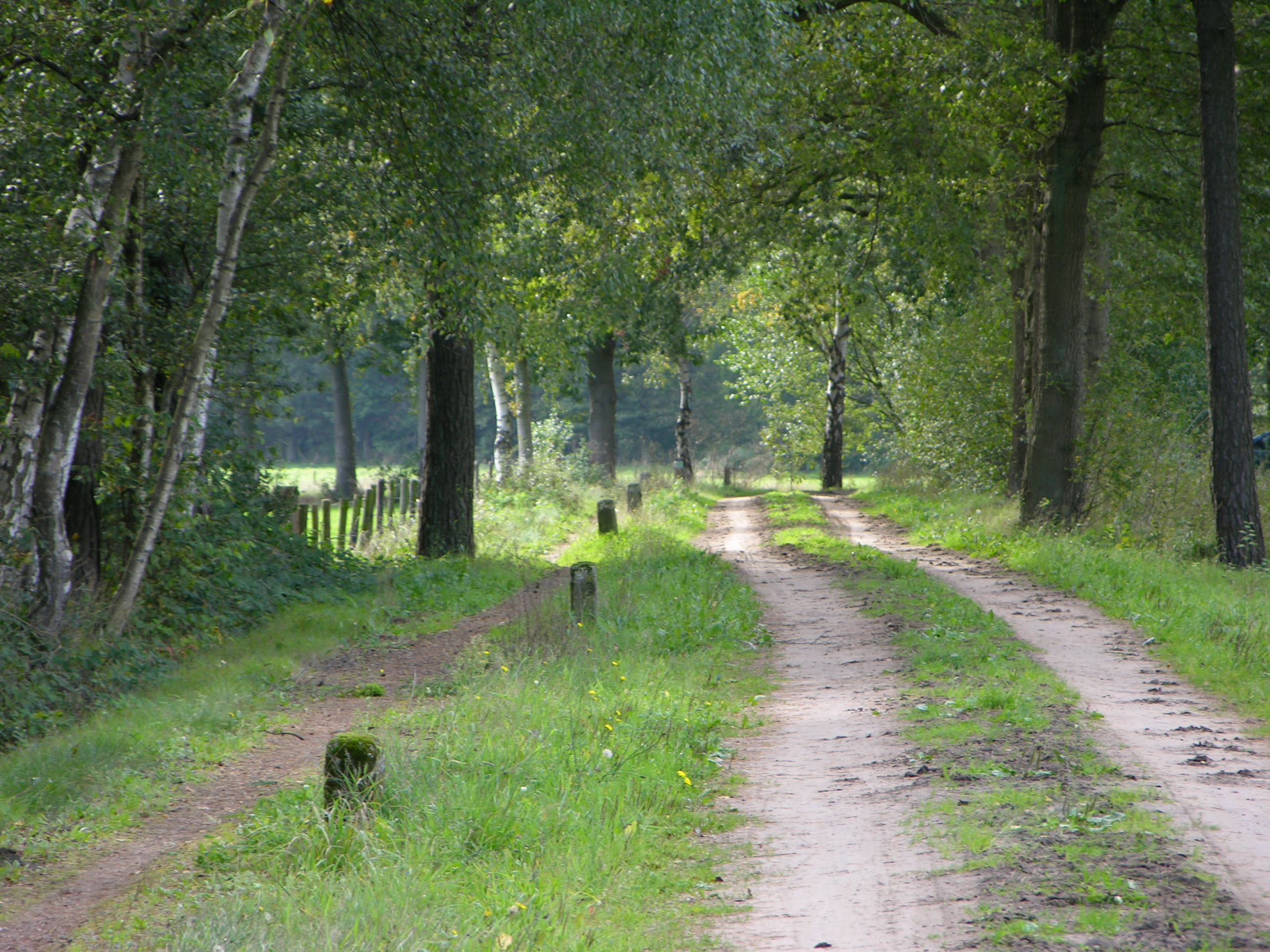
zandweg in Ratum (Achterhoek)

Een landschapsmonument is een landschapselement met een bijzondere waarde op ecologisch, cultuurhistorisch en/of abiotisch terrein. Deze waarde wordt bepaald door eigenschappen als kenmerkendheid, zeldzaamheid, diversiteit en gaafheid. Een landschapsmonument kan op verschillende schaalniveaus voorkomen. Het kan een klein landschapselement zijn, zoals een monumentale eik. Maar ook een kilometerslange dijk of een historisch verkavelingspatroon.
Soms wordt met een landschapsmonument ook een in het landschap opgesteld en daar mee relaterend landschapskunstwerk bedoeld. Aardkundige monumenten hebben bijzondere betekenis op abiotisch gebied, maar zijn veelal ook landschappelijk van belang. Natuurmonumenten zijn gebieden met een belangrijke ecologische waarde, die daarnaast ook op abiotisch of cultuurhistorisch gebied interessant kunnen zijn. De grootte van deze monumenten kan variëren van een kleinschalige landschapselement tot grote natuurterreinen van duizenden hectares.
Landschapsmonumenten zijn een element van het cultuurlandschap en maken als zodanig vaak deel uit van een beschermd landschap.

## Kader
De bescherming van waardevolle landschappen is een taak van de overheid geworden met de ratificatie van het verdrag van Florence. Dit verdrag is met name ook van belang voor het regionale en lokale beleid. Een aantal gemeentes in Nederland heeft dit opgepakt om landschappen te beschermen die op plaatselijke schaal karakteristiek zijn. Dit zijn onder andere de gemeentes De Bilt, Sittard-Geleen en Bergen (Limburg)

. Hiervoor kan men de plaatselijke monumentenverordening uitbreiden met een hoofdstuk Beschermde gemeentelijke landschappen.
In de nieuwe aanpak van de bescherming van rijksmonumenten kan nu ook de omgeving van de monumenten, het landschap, worden beschermd. Zo plaatste minister Plasterk de Nieuwe Hollandse Waterlinie in 2009 op de lijst van Rijksmonumenten. Verschillende delen van de waterlinie waren al monument, maar nu wordt de gehele linie beschermd. Een aantal waardevolle cultuurlandschappen kreeg sinds 2005 de status van Nationaal Landschap.
In België is wet- en regelgeving van de Vlaamse Gemeenschap van toepassing op monumenten, stads- en dorpsgezichten, landschappen en archeologie. Dit heeft geleid tot het aanwijzen van 658 landschappelijk waardevolle gebieden in Vlaanderen als beschermd erfgoed (peildatum 31 december 2005). Vlaanderen kent daarnaast een Regionale landschappen, die een groot deel van de als waardevol bestempelde cultuurlandschappen omvatten.

## Enkele voorbeelden van landschapsmonumenten

### Nederland
| type monument                  | naam gebied                                                                              |
| ------------------------------ | ---------------------------------------------------------------------------------------- |
| Verdedigingswerk               | Nieuwe Hollandse Waterlinie                                                              |
| Oude zeedijken                 | Slachtedijk (Friesland). Westfriese Omringdijk (Noord-Holland)                           |
| Dijkdoorbraken                 | Westernieland - vier grote kolken gevormd door dijkdoorbraken in de kerstvloed van 1717. |
| Oud verkavelingspatroon        | 1000 eilanden - Langedijk.                                                               |
| Oude bouwlanden (essen, enken) | Doesburger Eng, Ede.                                                                     |
| Stuifzandterrein               | De Biltse Duinen.                                                                        |
| Knotelzenlandschap             | Meuhoek                                                                                  |
| Kampenlandschap (eenmansessen) | Varsseveldse kopjes                                                                      |
| Dekzandlandschap (reliëf)      | Heidenhoek                                                                               |